# Neofiber alleni
Neofiber alleni е вид бозайник от семейство Хомякови (Cricetidae), единствен представител на род Neofiber.

## Разпространение
Видът е разпространен в САЩ (Джорджия и Флорида).